# Vandenesse
Vandenesse – miejscowość i gmina we Francji, w regionie Burgundia-Franche-Comté, w departamencie Nièvre.
Według danych na rok 1990 gminę zamieszkiwało 345 osób, a gęstość zaludnienia wynosiła 11 osób/km² (wśród 2044 gmin Burgundii Vandenesse plasuje się na 573. miejscu pod względem liczby ludności, natomiast pod względem powierzchni na miejscu 158.).